# 黑胸姬蜂属
黑胸姬蜂属（学名：Amauromorpha）是姬蜂科下的一个属。

## 下属物种
本属包括以下物种：
- 三化螟沟姬蜂 Amauromorpha accepta (Tosquinet, 1903)
- 三色黑胸姬蜂 Amauromorpha tricolor (Morley, 1913)